# School of Mafia
School of Mafia è un film del 2021 diretto da Alessandro Pondi.

## Trama
New York, alla morte del boss Frankie Ghost, gli altri boss della mafia italo-americana (Donato Cavallo, Vito Masseria e Primo Di Maggio) si riuniscono per decidere gli sviluppi futuri della malavita newyorkese. Ben presto, tutti capiscono che, nonostante l'accordo, questo avrà vita breve, visto che i figli dei boss, hanno tutti intrapreso strade diverse da quella del crimine: Tony Masseria è un insegnante di danza, Nick Di Maggio è un cantante emergente, mentre Joe Cavallo è addirittura iscritto all'accademia di polizia.
I tre boss decidono di "rapire" i rispettivi figli e mandarli in Sicilia da "Mister T" (Don Turi) affinché li addestri alla vita mafiosa. Giunti in Sicilia controvoglia, sotto la  supervisione di Salvo "Lo Svizzero", i tre apprenderanno in maniera esilarante tutte le regole e i sistemi da adottare per divenire dei veri mafiosi. Parallelamente all'addestramento, i tre troveranno anche il modo di unire le loro forze, fino a fare arrestare i padri e Don Turi durante il matrimonio di Giuseppe. Dopo questo episodio e le conseguenti condanne ai boss, i tre, unitamente a Rosalia (la moglie di Di Maggio Jr.) saranno costretti a rifugiarsi in una non ben identificata località artica, per sfuggire alle rappresaglie delle famiglie.

## Distribuzione
Il film Scuola di mafia (School of Mafia, 2021) ha incassato circa $76.626 USD a livello mondiale, interamente provenienti dal mercato italiano. Non risultano dati di incassi in altri Paesi, né informazioni su distribuzioni o vendite internazionali. Questo incasso lo colloca tra i film italiani meno redditizi degli ultimi anni.

## Produzione
Le parti ambientate in Sicilia sono state in realtà girate nel Salento leccese, in particolare a Nardò (Masseria Brusca, Villa Personé oggi De Benedictis alle Cenate, Piazza Salandra, ecc.), Otranto (Laghetto delle Orte, nella miniera di Bauxite), Torre Squillace e nelle Cave di Tufo di Acquarica del Capo (Tajate).